# Принцип, Гаврило
Гаври́ло При́нцип (серб. Гаврило Принцип, 25 июля 1894, Обляй — 28 апреля 1918, Терезин) — сербский националист. В 1914 году вступил в националистическую организацию «Молодая Босния», которая выступала за освобождение Боснии и Герцеговины из-под власти Австро-Венгрии.
28 июня 1914 года совершил убийство австро-венгерского престолонаследника эрцгерцога Франца Фердинанда, которое послужило формальным поводом к началу Первой мировой войны. Был приговорён к двадцати годам каторги и умер в заключении от туберкулёза.

## Биография

### Происхождение

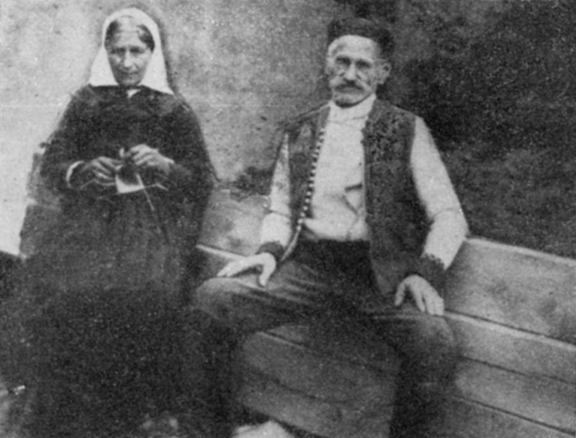
Родители Г. Принципа

До XVIII века род Принципов под фамилией Йовичевичи проживал в деревне Грахово в Черногории. Затем они переселились в деревню Полача под Книном, и изменили фамилию на Чако, потому что служили наёмниками у турок. Из Полачи семья переселилась в Обляй, который находится с другой стороны горного хребта Динара.
О происхождении фамилии Принципов имеется две версии. Согласно первой из них, род Принципов получил фамилию от своего предка по имени Тодор с переездом в деревню Обляй в начале XIX века. Тодор был видным человеком, он приезжал в Книн на белом коне, поэтому его называли «боснийским принцем» (Урош, 1994). По другой версии, настоящая фамилия рода — Чеко, а Принципами называли ответвление этого многочисленного рода. Предок Гаврилы был самым известным торговцем скотом. И когда он, богато одетый, проходил через итальянские города, его называли «il principe Bosniaco» (Јевђевић, 1934).
Дед Гаврилы, носивший имя Йово, принимал участие в антитурецком восстании 1875—1878 годов, а отец — в восстании в Црни-Потоке (1875—1878). Женщины и дети бежали от восстания на австрийскую территорию под Книн, где их встретил известный английский археолог и журналист Артур Эванс.

### Детство
С 1878 года территория Боснии и Герцеговины была оккупирована, а в 1908 году официально аннексирована Австро-Венгрией. Гаврило Принцип родился в деревне Обляе, как записано в метрике, 13 июля 1894 года. Он был вторым из девяти детей, шестеро из которых умерли в младенчестве. У него было двое братьев — Йово и Нико. Мать Принципа, Мария, хотела назвать его в честь своего покойного брата Шпиро, но по настоянию местного православного священника, протоиерея Илии Билбии, который утверждал, что присвоение болезненному младенцу имени архангела Гавриила поможет ему выжить, мальчик получил имя Гаврило. В детстве он пел односельчанам народные героические песни. Однажды Гаврило побывал с отцом на далматинском Косово-Поле на праздновании дня Святого Вита.
Окончив школу в Грахово, в 13 лет Гаврило отправился учиться в Сараево, где к тому времени работал его старший брат Йово. В 1912 году Гаврило был исключён из школы за участие в акциях против властей Австро-Венгрии.
Принцип был голубоглазым, имел средний рост.
В 1912 году он переехал в Белград. В Белграде он вступил в революционную организацию «Млада Босна» («Молодая Босния»), боровшуюся против оккупационного режима. В Сербии Принцип прошёл подготовку в тренировочном центре четников: учился стрелять, использовать бомбы и холодное оружие.
В июне 1910 года серб из Герцеговины Богдан Жераич совершил неудачное покушение на главу Боснии и Герцеговины и застрелился. Принцип почитал Жераича и побывал на его могиле.
Последний раз Гаврило был у родителей приблизительно на день Святого Саввы — 27 января 1914 года.

## Убийство эрцгерцога
28 июня 1914 года эрцгерцог Франц Фердинанд вместе с женой Софией прибыл в Сараево по приглашению генерала Оскара Потиорека, чтобы наблюдать за манёврами. Франц Фердинанд был умеренным австрийским политиком, сторонником автономии для боснийцев, и уже этим сильно раздражал экстремистов из «Молодой Боснии». Ими было принято решение убить Фердинанда. Осуществить покушение было поручено группе из шести заговорщиков; по крайней мере трое её членов (в их числе Принцип), были, как и Франц Фердинанд, больны туберкулёзом, считавшимся в то время заболеванием смертельным и неизлечимым.
Незадолго до десяти утра в воскресенье чета прибыла в Сараево на поезде.
В 10:10 кортеж из шести машин (Франц Фердинанд с женой ехали во второй, вместе с Потиореком), приветствуемый толпами народа, миновал центральное отделение полиции. Там их ждали заговорщики.
Неделько Чабринович (серб. Недељко Чабриновић) бросил гранату, но промахнулся, в результате осколками был убит шофёр третьей машины и ранены её пассажиры, а также полицейский и прохожие из толпы. Чабринович проглотил заранее полученный им яд (цианистый калий), но его вырвало. Возможно, вместо цианистого калия ему дали какой-то более слабый яд. Он прыгнул в реку, но уже в реке был схвачен, жестоко избит и передан в руки австрийцев. Другие заговорщики не смогли ничего сделать из-за заслонившей машину толпы. Покушение провалилось.
Кортеж направился в городскую ратушу. Автомобили проехали мимо Принципа. Он счёл дело законченным и поступил так же, как Мухамед Мехмедбашич и Васо Чубрилович: не воспользовался ни бомбой, ни револьвером.

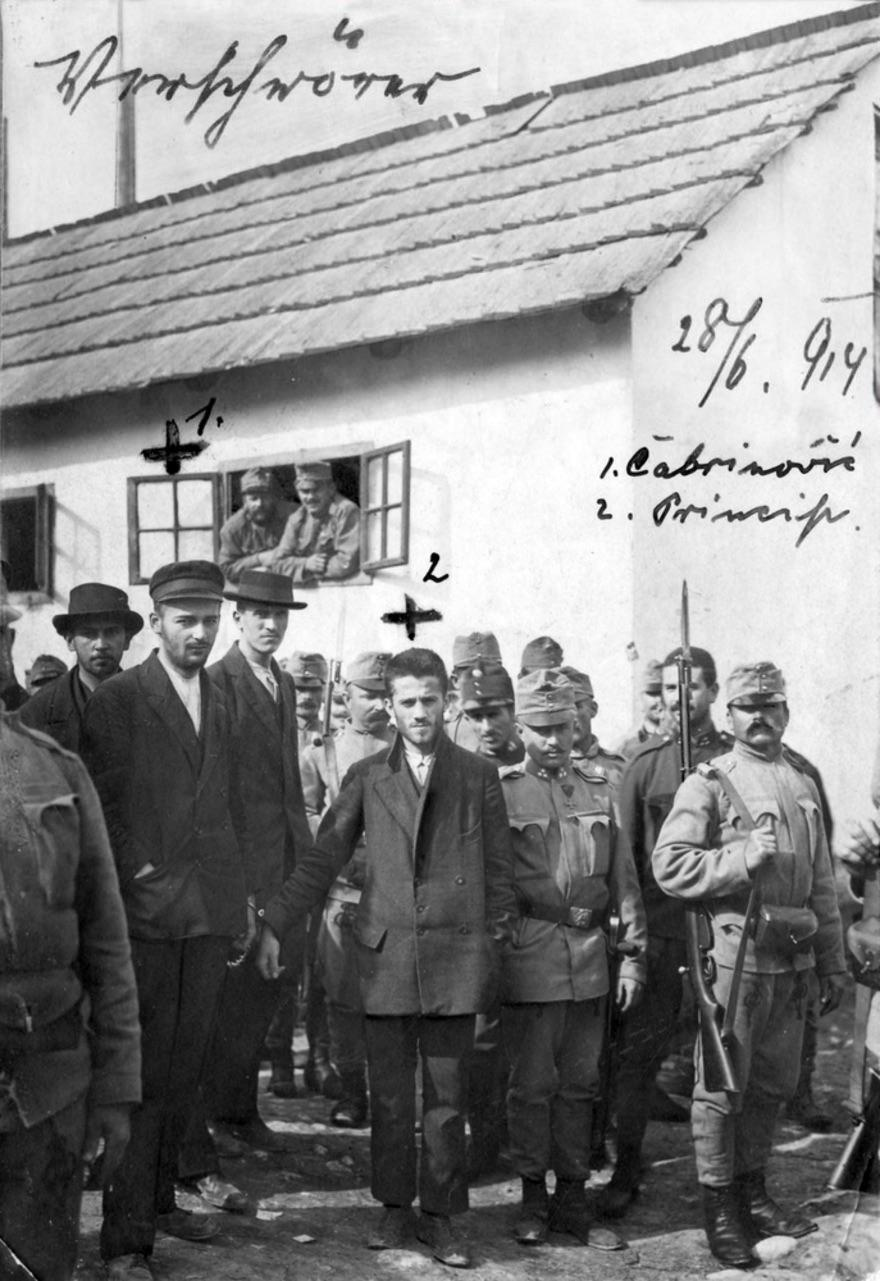
Гаврило Принцип и Неделько Чабринович с конвоем в тюрьме, 1914 г.

В ратуше ещё ничего не знали о покушении. Бургомистр-мусульманин начал было цветистую приветственную речь, но эрцгерцог резко его оборвал, сказав: «Довольно глупостей! Мы приехали сюда как гости, а нас встречают бомбами! Какая низость!» Затем он осёкся и сказал: «Хорошо, говорите вашу речь…» Приветственная речь была произнесена, эрцгерцог выступил с ответным словом. После чтения речей один из придворных эрцгерцогской свиты, барон Морсе (Morsey), предложил генералу Потиореку разогнать с улиц толпы, чтобы обезопасить эрцгерцога на пути в госпиталь, где он собирался навестить раненого графа Мериции, и в музей Сараева, на что Потиорек ответил вопросом «Вы думаете, что Сараево кишит убийцами?». Затем Франц Фердинанд решил поехать в больницу навестить раненных при покушении. София настояла на том, чтобы ехать с ним. Было решено ехать по боковой набережной Аппель (Appel), но Потиорек забыл сообщить шофёру Францу Урбану об изменении маршрута, и тот повернул на улицу Франца Иосифа. Только на углу названной улицы Потиорек заметил ошибку, схватил шофёра за плечо и закричал: «Стой! Куда едешь? По набережной!». Шофёр быстро затормозил, наехав колесом на выступ тротуара, и стал медленно разворачивать машину. В этот момент Гаврило Принцип вышел из магазина Морица Шиллера и увидел живого и невредимого Франца Фердинанда.
Когда автомобиль поравнялся с Принципом, тот шагнул вперёд и с расстояния около полутора метров произвёл два выстрела из самозарядного пистолета бельгийского производства 9×17 мм (0,380 ACP) «Fabrique Nationale» модели 1910. Первая пуля ранила эрцгерцога в яремную вену, вторая попала Софии в живот, ранения для обоих оказались смертельными. Принцип был тут же арестован. На суде Принцип заявил, что стреляя второй раз, целился не в Софию, а в Потиорека.

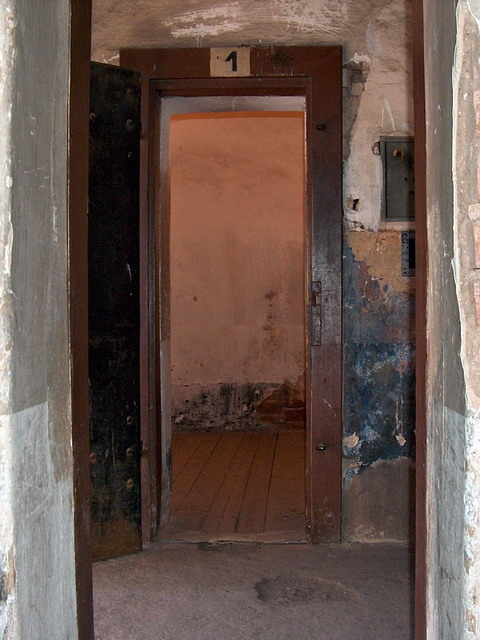
Камера, в которой содержался Принцип

Фердинанд и его жена были перевезены в резиденцию губернатора, где оба умерли не более чем через час после выстрелов.
Все шестеро заговорщиков были арестованы. Они отказывались отвечать на вопросы следователей, только один из них (вероятно, Данило Илич), раскрыл все детали, в том числе заявил, что оружие было предоставлено сербским правительством.
Принципа не могли приговорить к смертной казни, поскольку ему было только 19 лет, и по австро-венгерским законам он считался несовершеннолетним. Он был приговорён к максимально возможному сроку — двадцати годам тюремного заключения. Он содержался в тюрьме в тяжёлых условиях, и 28 апреля 1918 года умер от туберкулёза в Терезинштадте (ныне Терезин, Чехия; впоследствии тюрьма использовалась как концентрационный лагерь в годы Второй мировой войны). Остальные заговорщики, кроме Данило Илича, тоже были приговорены к длительным срокам тюремного заключения. Данило Илич и ещё два террориста — Велько Кубрилович и Мишко Йованович — были повешены 3 февраля 1915 года.
Австро-Венгрия предъявила Сербии унизительный Июльский ультиматум. Сербия согласилась со всеми условиями последнего, кроме права представителей австрийского правительства участвовать в расследовании инцидента на территории Сербии. Австро-Венгрия обвинила Сербию в неискренности и объявила ей войну, что послужило толчком к началу Первой мировой войны. Одним из последствий Первой мировой войны стал произошедший через полгода после смерти Гаврилы Принципа распад Австро-Венгерской империи.
В тюрьме Гаврилой были написаны стихи:
Наши тени будут бродить по Вене, по дворам слоняться, пугать господ.

## Память

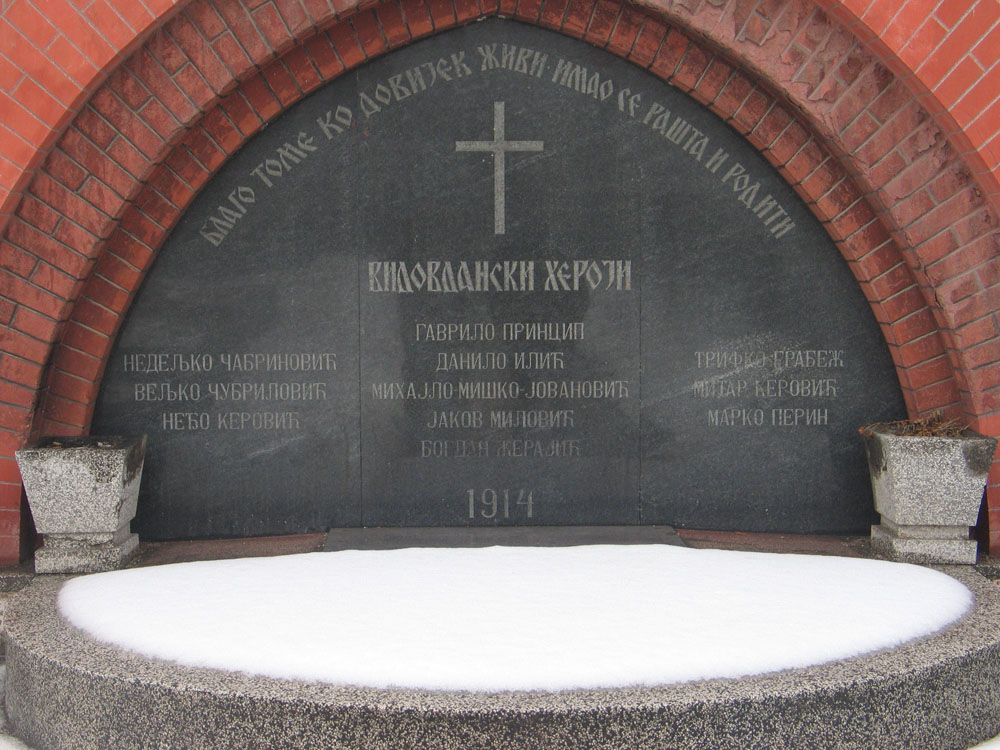
Братская могила «Видовданских героев» в Сараеве

На месте убийства Франца Фердинанда 2 февраля 1930 года была установлена памятная доска с надписью:

На этом историческом месте Гаврило Принцип предвосхитил свободу. На Видов день, 28 июня 1914 года
Эта памятная доска провисела 11 лет. 17 апреля 1941 года немецкие солдаты сняли доску и 20 апреля доставили её Адольфу Гитлеру, который обещал передать её в музей в знак памяти о преступлениях сербов, развязавших кровавую мировую войну ради объединения всех сербов в одно государство. 6 апреля 1945 года Сараево было освобождено партизанами Тито. Вскоре после этого на месте гибели Франца Фердинанда была установлена новая памятная доска с надписью:

В знак вечной благодарности Гаврило Принципу и его товарищам в их борьбе против германских захватчиков эту таблицу устанавливает молодёжь Боснии и Герцеговины — Сараево, 7 мая 1945 года
В 1953 году был открыт Музей Боснии, при этом памятную доску заменили на новую, с надписью:

С этого места 28 июня 1914 года Гаврило Принцип своим выстрелом высказал народный протест против тирании и выразил вековое желание наших народов, стремящихся к свободе
В 1992 году памятная доска была демонтирована и после этого пропала. В 2004 году на этом месте появилась новая памятная доска с надписью (по состоянию на 2019 год она висела на месте):

С этого места 28 июня 1914 года Гаврило Принципом совершено нападение на австро-венгерского престолонаследника Франца Фердинанда и его супругу Софию
В честь Гаврилы Принципа названы улицы в столице Сербии Белграде (улица Гаврила Принципа), сербском городе Ниш, боснийском городе Биелина и даже в городе Бар в Черногории, несмотря на то что именно Черногория в результате Первой мировой войны потеряла независимость.
В июне 2014 года, к 100-летней годовщине сараевского убийства, в Источно-Сараеве в Республике Сербской в составе Боснии и Герцеговины был открыт памятник Гавриле Принципу. Присутствовавший на церемонии открытия президент Республики Сербской Милорад Додик заявил, что сербы гордятся предками, боровшимися за сохранение своей идентичности. Большую популярность он получил у властей Сербии — в 2015 году президент страны Томислав Николич открыл ему памятник в Белграде, заявив, что «Гаврило Принцип был героем, он был символом идеи освобождения».
В июле 2018 года в Санкт-Петербурге в Банковском переулке появился портрет сербского националиста Гаврилы Принципа.

## Судьба семьи Принципов
Отец Гаврилы умер в 1939 году. Во время Второй мировой войны усташи (или партизаны) сожгли дом семьи Принципов (был восстановлен в 1964 году). Мать в эти годы жила в изгнании в Книне, и умерла в ночь на 13 июля 1945 года (или осенью того же года), в возрасте 87 лет. Брат Никола был убит усташами. Племянник Слободан Принцип-Селё умер от тифа в Романии и был посмертно признан партизанским героем. Двоюродный брат Гаврилы, сын его дяди Илии, Вукосав, в войну служивший пулемётчиком у воеводы Момчило Джуича, был убит в Грачаце в 1944 году. Именем Гаврилы Принципа были названы подразделения как у четников, так и у партизан.
Единственные живые наследники мужского пола семьи Принципов (2014) — внуки Николы, брата Гаврилы: Бранислав Принцип (антрополог из Панчева) и его родной брат Саша (проживает в Канаде).